# Seigneurie de Maska
La seigneurie de Maska, aussi connue sous le nom de seigneurie de Saint-Hyacinthe, est une seigneurie de la Nouvelle-France.
Cette seigneurie couvrait, en plus du grand Saint-Hyacinthe, les villages et paroisses actuelles (2014) de : Saint-Damase, Sainte-Madeleine, Sainte-Marie-Madeleine, Rougemont, Saint-Césaire, Ange-Gardien, Saint-Pie, Saint-Dominique et La Présentation.

## Toponymie
Maska est un diminutif de Yamaska qui est le nom de la rivière qui traverse la seigneurie. Yamaska provient des mots abénaquis iamitaw qui signifie beaucoup et askaw qui signifie foin ou jonc.

## Historique
La seigneurie a été créée le 23 novembre 1748 par la concession à François-Pierre Rigaud, seigneur de Vaudreuil d’un territoire situé des deux côtés de la rivière Yamaska en guise de récompense pour ses loyaux services au roi de France. Cette seigneurie, d’une superficie de 600 km2 est la plus grande à être concédée sous le régime français. Lors de sa création, la seigneurie porte le nom de seigneurie de Maska.
François-Pierre Rigaud n’a pas exploité cette seigneurie, étant trop occupé par ses obligations militaires. Le 25 octobre 1753, le territoire toujours vierge fut vendu à monsieur Jacques-Hyacinthe-Simon Delorme, entrepreneur de plateforme et pourvoyeur de bois pour la marine du roi, pour la somme de 4 000 francs. Jacques-Hyacinthe-Simon de l'Orme a prêté foi et hommage à Québec le 24 janvier 1754.